# Clara Harris

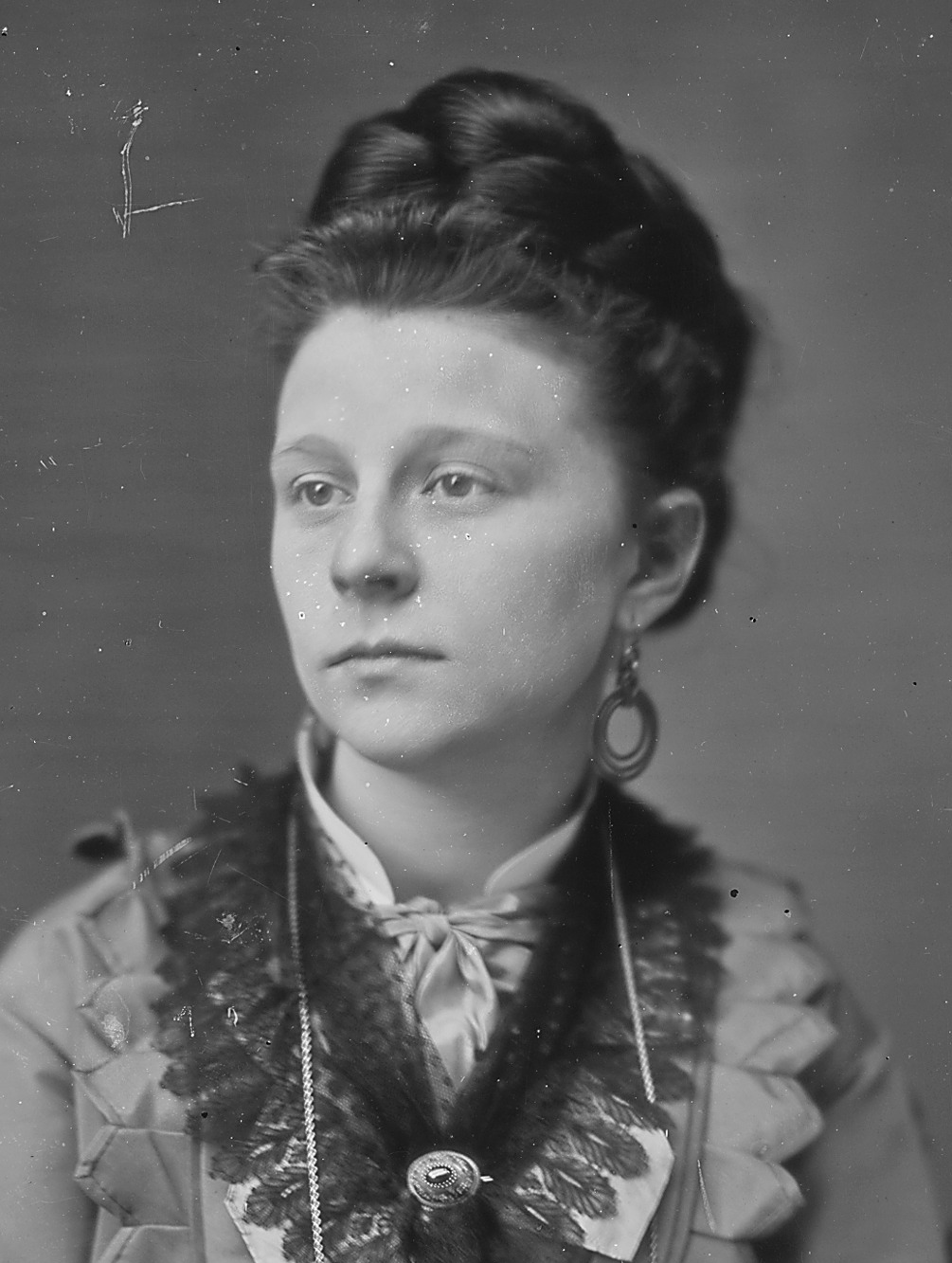
Clara Harris entre 1860 y 1865

Clara Hamilton Harris (4 de septiembre de 1834 – 23 de diciembre de 1883) fue una socialité estadounidense. Harris y su prometido, Henry Rathbone, eran invitados del presidente Lincoln y la primera dama Mary Lincoln cuando John Wilkes Booth disparó fatalmente al presidente en el Teatro Ford de Washington en abril de 1865.

## Familia
Harris nació en Albany, Nueva York, una de los cuatro hijos del senador de EE. UU. Ira Harris de Nueva York, y su primera esposa Louisa Harris (de soltera, Tubbs). Louisa murió en 1845. El 1 de agosto de 1848, Ira Harris se casó con Pauline Rathbone (de soltera, Penney), viuda de Jared L. Rathbone, un próspero comerciante que había sido alcalde de Albany. Jared y Pauline Rathbone también habían tenido cuatro hijos (dos de los cuales, Anna y Charles, murieron en la infancia) incluyendo Jared, Jr. y Henry Rathbone.
A pesar de que Harris y Henry Rathbone se criaron en la misma casa y la unión de sus padres los convirtió en hermanastros, se enamoraron y más tarde se comprometieron (los hermanastros al no estar emparentados pueden casarse al contrario que los medio hermanos que sí lo están). Su compromiso se vio interrumpido cuando la Guerra de Secesión estalló en 1861. Henry Rathbone se unió al Ejército de la Unión ese mismo año y finalmente alcanzó el rango de mayor.

## Asesinato de Lincoln

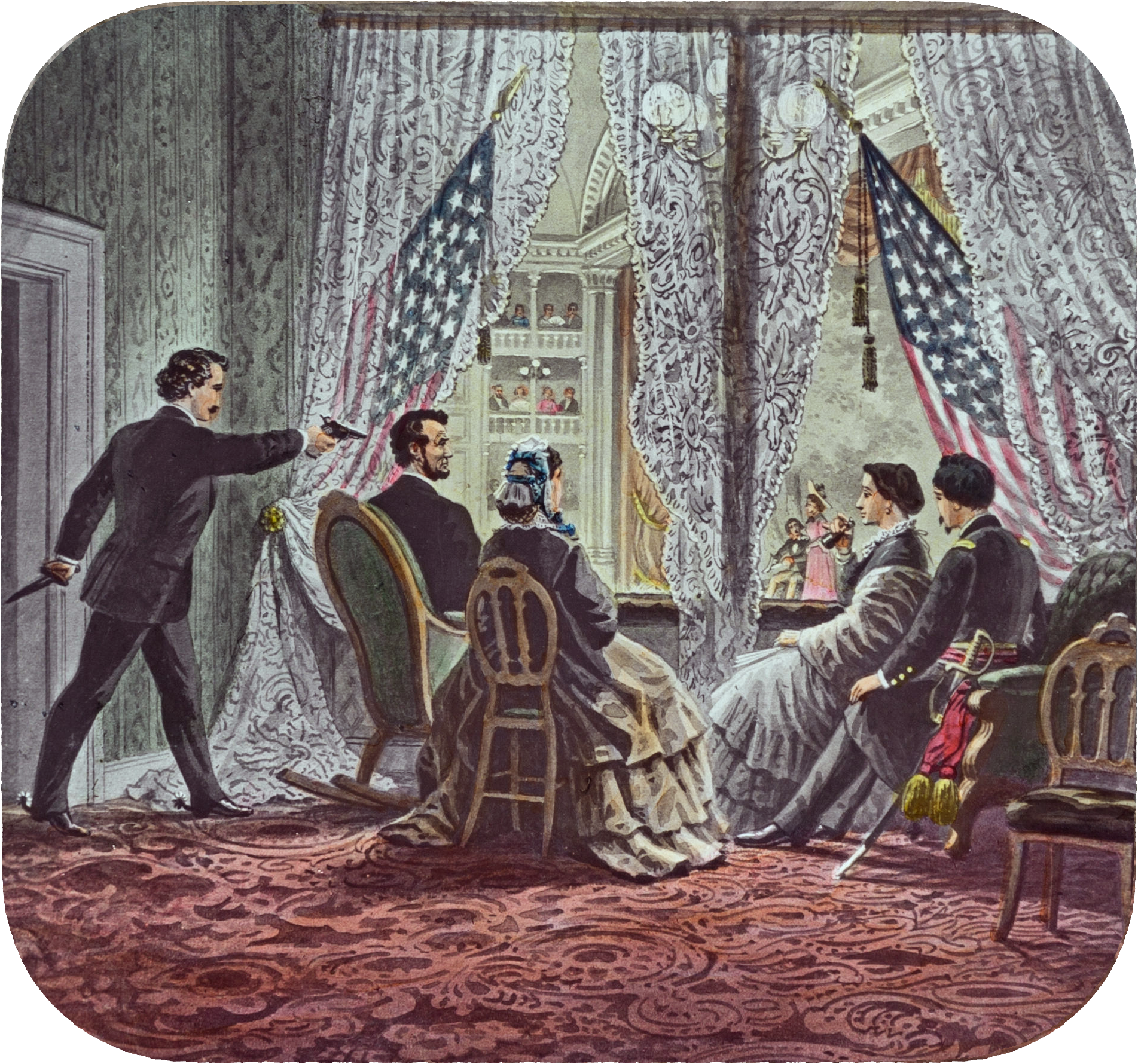
Crimen en el palco presidencial del teatro Ford, de izquierda a derecha, el asesino John Wilkes Booth, Abraham Lincoln, Mary Todd Lincoln, Clara Harris, y Henry Rathbone

El 14 de  abril de 1865, el mayor Rathbone y su prometida Clara aceptaron una invitación para ver una obra en el Teatro Ford del presidente Abraham Lincoln y su mujer, la primera dama Mary Todd Lincoln. La pareja, que habían sido amigos del presidente y su esposa por algún tiempo, fue invitada después de que Ulysses S. Grant y su esposa Julia, Thomas Eckert y muchas otras personas hubieran declinado la invitación de la señora Lincoln al teatro.
Mientras asistían a la obra Our American Cousin en el palco presidencial del teatro Ford al anochecer, John Wilkes Booth entró subrepticiamente y disparó al presidente Lincoln detrás de la cabeza. Cuando Rathbone intentó aprehender a Both tras el disparo, el magnicida lo apuñaló con un cuchillo Bowie del codo izquierdo al hombro.  Rathbone perdió una cantidad considerable de sangre que manchó el vestido blanco, la cara y manos de Harris mientras trataba de ayudarle.

A pesar de ser gravemente herido, Rathbone escoltó a la primera dama Mary Lincoln a la Casa Petersen donde los doctores habían decidido asistir al presidente mortalmente herido. Poco después de entrar en la casa, Rathbone se desmayó debido a la pérdida de sangre. Harris llegó poco después y sostuvo la cabeza de Rathbone en su regazo mientras entraba y salía de la consciencia. Un cirujano que había estado atendiendo al presidente finalmente examinó a Rathbone y se dio cuenta de que su herida era más seria de lo que inicialmente se pensó. Booth había seccionado una arteria justo sobre el codo de Rathbone y había llegado casi al hueso. Rathbone fue llevado a casa mientras Harris decidió quedarse con la señora Lincoln. Harris más tarde declaró:
"Pobre señora Lincoln, a lo largo de esa terrible noche me miraba con horror y gritaba, 'Oh! La sangre de mi marido, la sangre de mi querido marido'...Era la sangre de Henry, no la del presidente, pero las explicaciones eran inútiles."
Mientras Rathbone finalmente se recuperaba del ataque, el presidente Lincoln murió de su herida la mañana siguiente. Después del asesinato, Rathbone se culpó por no haber podido impedir la muerte de Lincoln. Se pasó el resto de su vida luchando contra delirios y buscando tratamiento para otros problemas físicos que incluían dolores de cabeza constantes.

## Años posteriores y asesinato
Harris y Rathbone se casaron el 11 de julio de 1867. La pareja tuvo tres hijos: Henry Riggs (nacido el 12 de febrero de 1870), que más tarde sería congresista de EE. UU. por Illinois, Gerald Lawrence (nacido el 26 de agosto de 1871) y Clara Pauline (nacida el 15 de septiembre de 1872).  Rathbone, que había ascendido al rango de coronel, dimitió del Ejército en diciembre de 1870. La familia se mudó a Washington D. C. donde la salud mental de Rathbone se deterioró. Su comportamiento era cada vez más errático y empezó a beber demasiado, jugar y tener aventuras extramatrimoniales. Debido a su comportamiento, a Rathbone le era difícil mantener un trabajo por largo tiempo.

Cada año en el aniversario del asesinato de Lincoln, los periodistas contactaban con el matrimonio con preguntas sobre la muerte de Lincoln, lo que aumentaba los sentimientos de culpa de Rathbone. Harris más tarde escribió a un amigo:
"Entiendo su aflicción...En cada hotel en el que estamos, tan pronto como la gente se da cuenta de nuestra presencia, nos sentimos objetos de un escrutinio mórbido....Cada vez que estamos en el comedor,  empezamos a sentirnos como animales de zoológico. Henry...imagina que el susurro es más agudo y malicioso de lo que pueda ser."
Con el tiempo, la inestabilidad mental de Rathbone empeoró y con frecuencia se ponía celoso de otros hombres que prestaran atención a Harris y le molestaba la atención de Harris con sus hijos. También se dice que llegó a amenazar a su mujer en varias ocasiones, convencido de que Harris se iba a divorciar y llevarse a los niños. A pesar de su comportamiento, Rathbone fue nombrado cónsul de EE. UU. en la Provincia de Hanover por el presidente Chester Alan Arthur en 1882. La familia se trasladó a Alemania donde la salud mental de Rathbone continuó su declive.
El 23 de diciembre de 1883, Henry Rathbone atacó a su familia en un acceso de locura. Disparó mortalmente a su mujer en la cabeza y luego intentó matar a los hijos, pero un jardinero se lo impidió. Rathbone entonces se acuchilló cinco veces en el pecho en un intento de suicidio. Culpando del crimen a un intruso, Rathbone fue juzgado por asesinato y declarado demente por los doctores. Fue condenado e ingresado en un asilo para criminales dementes en Hildesheim, Alemania, donde falleció el 14 de agosto de 1911. Los hijos fueron enviados a vivir con su tío materno, William Harris, en los Estados Unidos.
Harris fue enterrada en el cementerio de la ciudad en Hanover/Engesohde. Su marido fue enterrado junto a ella a su muerte en 1911. En 1952, los restos de los Rathbone fueron exhumados y eliminados después de que la administración del cementerio determinara que sus tumbas no habían sido visitadas o ya no eran de interés para la familia.

## A posteriori
- Clara Harris guardó el vestido blanco ensangrentado que llevaba la noche del asesinato. Incapaz de lavarlo o destruirlo, finalmente lo almacenó en un armario en la casa de verano de la familia cerca de Albany. Después de experimentar lo que aseguró fue una visita del fantasma de Lincoln, Harris emparedó el armario con el vestido dentro tras una pared de ladrillos. En 1910, Henry Riggs Rathbone, el hijo mayor de Harris y Rathbone, retiró los ladrillos y destruyó el vestido según se dice reclamando que había maldecido a la familia. El vestido fue más tarde el tema del libro de 1929 The White Satin Dress, por Mary Raymond Shipman Andrews.
- En 1994, Thomas Mallon publicó la novela Henry and Clara, un relato ficcionalizado de las vidas de Harris y su marido.[21]